# Tú eres mi refúgio
"Tú Eres Mi Refúgio" é uma canção interpretada pela atriz e cantora mexicana Lucero. Foi lançado em 29 de Setembro de 2006 como quarto e último single do álbum Quiéreme Tal Como Soy pela EMI Music e Capitol Records.

## Informações
A canção é uma balada romântica que dura três minutos e 45 segundos e foi escrito e gravado originalmente por Claudio Bermúdez para o álbum Como Aire Fresco, lançado em 1994.

## Lançamentos
"Tú Eres Mi Refúgio" foi lançada em CD single em 29 de Setembro de 2006.

## Interpretações ao vivo
Lucero interpretou "Tú Eres Mi Refúgio" pela primeira vez durante uma apresentação em Acapulco, em 24 de Agosto de 2006. Em Janeiro de 2007, Lucero interpretou a canção durante o Festival de la Serena, no Chile. Em 26 de Março, interpretou a canção durante sua apresentação no Auditório Nacional. Posteriormente ela foi lançada em seu segundo álbum ao vivo En Vivo Auditorio Nacional, em 26 de Setembro de 2007.

## Formato e duração
- Airplay / CD single

1. "Tú Eres Mi Refúgio" – 3:45

## Charts
| Chart (2006) | Posição |
| ------------ | ------- |
| México       | 42      |
| Costa Rica   | 16      |
| Chile        | 5       |
| Guatemala    | 2       |
| Honduras     | 7       |
| Nicarágua    | 6       |
| Peru         | 29      |
| Venezuela    | 19      |

## Histórico de lançamentos
| País   | Data                   | Formato           | Gravadora                 |
| ------ | ---------------------- | ----------------- | ------------------------- |
| México | 29 de Setembro de 2006 | Airplay CD single | EMI Music Capitol Records |